# 素敵にガーデニングライフ

『素敵にガーデニングライフ』（すてき-）は、2003年4月9日から2010年3月25日まで、NHKBShi、BS2で放送されていた趣味番組である。

## 概要
- 日本、海外の園芸愛好家・ガーデナーの庭を紹介。

## 放送日時
BShi
- 日曜23:25-23：49
  - 再放送 火曜7:00-7:24、水曜12:00-12:24

BS2
- 日曜6:30-6:54
  - 再放送 金曜8:30-8:54

## 出演者

### 放送終了時点での出演者

#### 司会
- 上岡亮（2008年4月 - 2010年3月）
- 小林あずさ（2005年4月 - 2010年3月）

#### 語り
- 関根明子

### 過去の出演者
- 石澤典夫（2003年4月 - 2006年3月）
- アイビー・チェン（2003年4月 - 2005年4月）
- 山口勝（2006年4月 - 2008年3月）